# Gemeinderat (Bern)

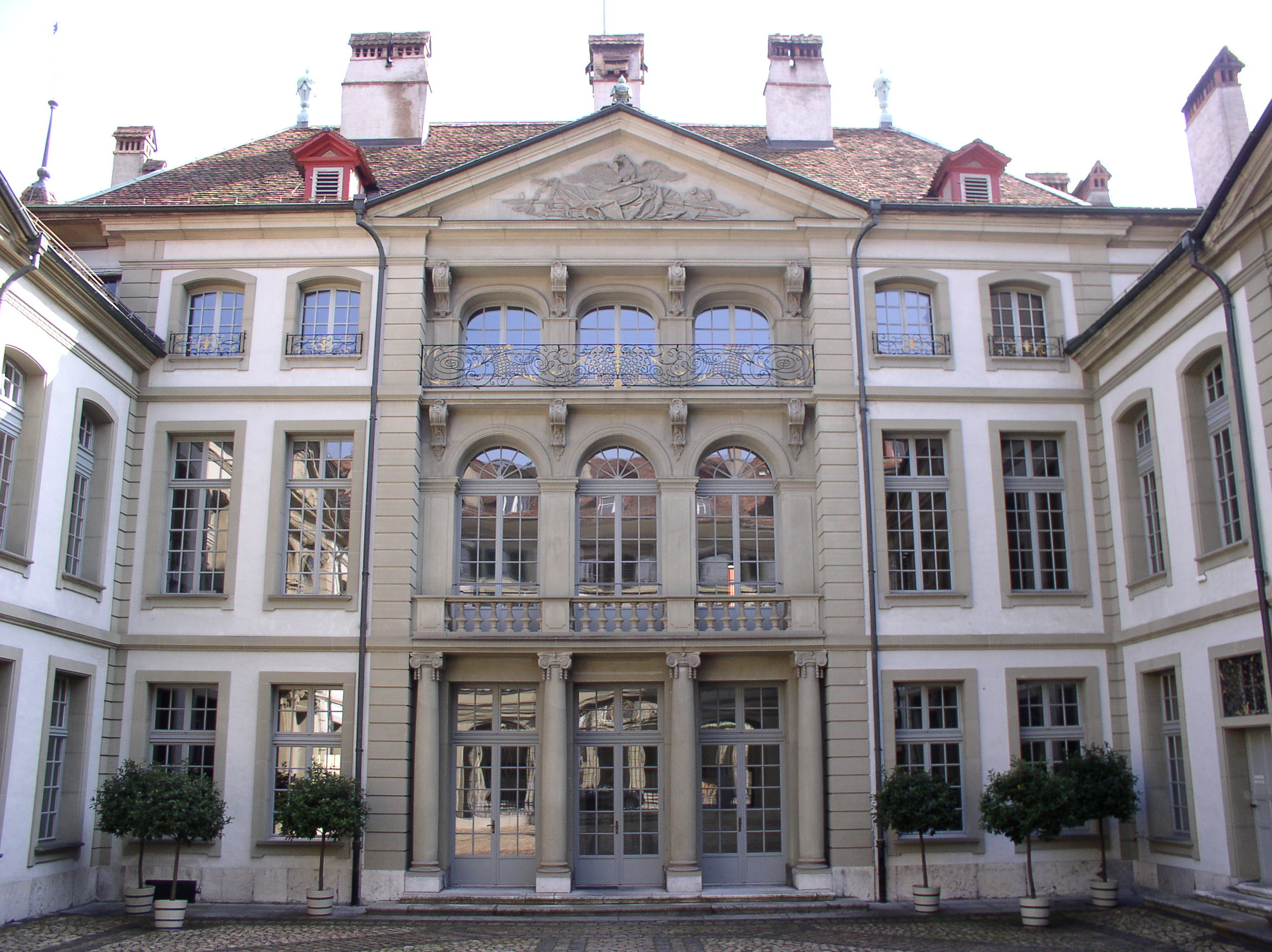
Die Sitzungen des Berner Gemeinderates finden im Erlacherhof statt (Hauptfassade)

Der Berner Gemeinderat ist das Exekutivorgan der Stadt Bern. 
Er besteht aus fünf vollamtlichen Mitgliedern, die in einer Proporzwahl von den stimmberechtigten Einwohnern der Stadt Bern für vier Jahre gewählt werden und jeweils eine Direktion der Stadtverwaltung leiten. Vorsitzender des Gemeinderats ist der Stadtpräsident, der von den Einwohnern im Majorz gewählt wird. Der Gemeinderat trifft sich wöchentlich zur Sitzung im Erlacherhof. Der Stadtschreiber wird vom Gemeinderat gewählt.

## Parteipolitische Zusammensetzung nach den Gemeindewahlen

### 1920–2004 (7 Mitglieder)
| Partei                                            | 1920 | 1923 | 1927 | 1931 | 1935 | 1939 | 1943 | 1947 | 1951 | 1955 | 1959 | 1963 | 1967 | 1971 | 1976 | 1980 | 1984 | 1988 | 1992 | 1996 | 2000 | Partei    |
| ------------------------------------------------- | ---- | ---- | ---- | ---- | ---- | ---- | ---- | ---- | ---- | ---- | ---- | ---- | ---- | ---- | ---- | ---- | ---- | ---- | ---- | ---- | ---- | --------- |
| Sozialdemokratische Partei (SP)                   | 3    | 3    | 3    | 3    | 3    | 3    | 3    | 3    | 3    | 4    | 4    | 3    | 3    | 3    | 3    | 3    | 3    | 2    | 2    | 2    | 3    | SP        |
| Freisinnig-Demokratische Partei (FDP)             | 2    | 2    | 2    | 2    | 2    | 2    | 2    | 2    | 2    | 1    | 1    | 2    | 1    | 2    | 1    | 2    | 2    | 2    | 2    | 1    | 1    | FDP       |
| Bürgerpartei/Schweizerische Volkspartei (BGB/SVP) | 2    | 2    | 2    | 2    | 2    | 2    | 2    | 2    | 2    | 2    | 1    | 1    | 1    | 1    | 1    | 1    | 1    | 1    |      | 1    | 1    | BGB/SVP   |
| Junges Bern/Grüne Freie Liste (JB/GFL)            |      |      |      |      |      |      |      |      |      |      | 1    | 1    | 1    | 1    | 1    |      |      | 1    | 1    |      |      | JB/GFL    |
| Landesring der Unabhängigen (LdU)                 |      |      |      |      |      |      |      |      |      |      |      |      | 1    |      |      |      |      |      |      | 1    |      | LdU       |
| Christlichdemokratische Volkspartei (CVP)         |      |      |      |      |      |      |      |      |      |      |      |      |      |      |      |      | 1    | 1    | 1    | 1    | 1    | CVP       |
| Grünes Bündnis (GB)                               |      |      |      |      |      |      |      |      |      |      |      |      |      |      |      |      |      |      | 1    | 1    | 1    | GB        |
| parteilos                                         |      |      |      |      |      |      |      |      |      |      |      |      |      |      | 1    | 1    |      |      |      |      |      | parteilos |

### Ab 2004 (5  Mitglieder)
| Überschrift                               | 2004 | 2008 | 2012 | 2016 | 2020 | 2024 |
| ----------------------------------------- | ---- | ---- | ---- | ---- | ---- | ---- |
| Sozialdemokratische Partei (SP)           | 2    | 2    | 2    | 2    | 2    | 2    |
| Grünes Bündnis (GB)                       | 1    | 1    | 1    | 1    | 1    | 1    |
| Grüne Freie Liste (GFL)                   |      |      |      | 1    | 1    | 1    |
| Grünliberale Partei (GLP)                 |      |      |      |      |      | 1    |
| Christlichdemokratische Volkspartei (CVP) |      | 1    | 1    | 1    | 1    |      |
| Freisinnig-Demokratische Partei (FDP)     | 2    | 1    | 1    |      |      |      |

## Amtsperioden

### 1920–1923
Wahlen vom  13. Juni 1920:
- Gustav Müller (SP; Bau), nach Tod 1922 ersetzt durch Hans Blaser (Bau)
- Hermann Lindt (BGB; Tiefbau, Stadtpräsident)
- Oskar Schneeberger (SP; Polizei)
- Robert Grimm (SP; industrielle Betriebe)
- Paul Guggisberg (FDP; Finanzen)
- Fritz Raaflaub (FDP; Schule)
- Otto Steiger (BGB; soziale Fürsorge)

### 1924–1927
Wahlen vom 9. Dezember 1923:
- Hermann Lindt (BGB; Tiefbau, Stadtpräsident)
- Oskar Schneeberger (SP; Polizei)
- Robert Grimm (SP; industrielle Betriebe)
- Paul Guggisberg (FDP; Finanzen), nach Rücktritt 1927 ersetzt durch Ernst Bärtschi (FDP; Schule)
- Fritz Raaflaub (FDP; Schule, ab 1927 Finanzen)
- Otto Steiger (BGB; soziale Fürsorge)
- Hans Blaser (SP; Bau)

### 1928–1931
Wahlen vom 11. Dezember 1927:
- Hermann Lindt (BGB; Tiefbau, Stadtpräsident)
- Oskar Schneeberger (SP; Polizei)
- Robert Grimm (SP; industrielle Betriebe)
- Fritz Raaflaub (FDP; Finanzen)
- Otto Steiger (BGB; soziale Fürsorge)
- Hans Blaser (SP; Bau)
- Ernst Bärtschi (FDP; Schule)

### 1932–1935
Wahlen vom 6. Dezember 1931:
- Hermann Lindt (BGB; Tiefbau, Stadtpräsident)
- Oskar Schneeberger (SP; Polizei), nach Rücktritt 1933 ersetzt durch Eduard Freimüller (SP; Polizei und Sanität)
- Robert Grimm (SP; industrielle Betriebe)
- Fritz Raaflaub (FDP; Finanzen)
- Otto Steiger (BGB; soziale Fürsorge)
- Hans Blaser (SP; Bau)
- Ernst Bärtschi (FDP; Schule)

### 1936–1939
Wahlen vom 1. Dezember 1935:
- Hermann Lindt (BGB, Tiefbau, Stadtpräsident), nach Rücktritt 1937 ersetzt durch Hans Hubacher (BGB)
- Robert Grimm (SP; industrielle Betriebe), nach Rücktritt 1938 ersetzt durch Fritz Schmidlin (SP; industrielle Betriebe)
- Fritz Raaflaub (FDP; Finanzen)
- Otto Steiger (BGB; soziale Fürsorge)
- Ernst Bärtschi (FDP; Schule, ab 1937 Stadtpräsident)
- Eduard Freimüller (SP; Polizei und Sanität)
- Ernst Reinhard (SP; Hochbau)

### 1940–1943
Wahlen von 1939:
- Fritz Raaflaub (FDP; Finanzen)
- Otto Steiger (BGB; soziale Fürsorge)
- Ernst Bärtschi (FDP; Schule, Stadtpräsident)
- Eduard Freimüller (SP; Polizei und Sanität)
- Ernst Reinhard (SP; Hochbau)
- Fritz Schmidlin (SP; industrielle Betriebe)
- Hans Hubacher (BGB)

### 1944–1947
Wahlen vom 20. Dezember 1943:
- Fritz Raaflaub (FDP; Finanzen)
- Otto Steiger (BGB; soziale Fürsorge)
- Ernst Bärtschi (FDP; Schule, Stadtpräsident)
- Eduard Freimüller (SP; Polizei und Sanität)
- Ernst Reinhard (SP; Hochbau), nach Tod 1947 ersetzt durch Ernst Anliker (SP, Hochbau)
- Fritz Schmidlin (SP; industrielle Betriebe)
- Hans Hubacher (BGB)

### 1948–1951
Wahlen vom 7. Dezember 1947:
- Otto Steiger (BGB; soziale Fürsorge)
- Ernst Bärtschi (FDP; Schule, Stadtpräsident)
- Eduard Freimüller (SP; Polizei und Sanität)
- Fritz Schmidlin (SP; industrielle Betriebe)
- Hans Hubacher (BGB)
- Ernst Anliker (SP; Hochbau)
- Robert Kuhn (FDP; Finanzen)

### 1952–1955
Wahlen vom 2. Dezember 1951:
- Otto Steiger (BGB; soziale Fürsorge, Stadtpräsident)
- Eduard Freimüller (SP; Polizei und Sanität)
- Fritz Schmidlin (SP; industrielle Betriebe)
- Hans Hubacher (BGB)
- Ernst Anliker (SP; Hochbau)
- Robert Kuhn (FDP; Finanzen)
- Paul Dübi (FDP; Schule)

### 1956–1959
Wahlen vom 11. Dezember 1955:
- Otto Steiger (BGB; soziale Fürsorge, Stadtpräsident), nach Tod 1958 ersetzt durch Klaus Schädelin (JB; Fürsorge und Gesundheit)
- Eduard Freimüller (SP; Polizei und Sanität, ab 1958 Stadtpräsident)
- Fritz Schmidlin (SP; industrielle Betriebe)
- Hans Hubacher (BGB)
- Ernst Anliker (SP)
- Paul Dübi (FDP; Schule)
- Fritz Grütter (SP, Finanzen)

### 1960–1963
Wahlen vom 6. Dezember 1959:
- Eduard Freimüller (SP; Polizei und Sanität, Stadtpräsident)
- Fritz Schmidlin (SP; Industrielle Betriebe), 1962 ersetzt durch Gerhart Schürch (FDP; Finanzen)
- Paul Dübi (FDP; Schule)
- Fritz Grütter (SP; Finanzen, ab 1962 industrielle Betriebe)
- Klaus Schädelin (JB)
- Hans Morgenthaler (BGB)
- Reynold Tschäppät (SP; Bau)

### 1964–1967
Wahlen von 1963:
- Eduard Freimüller (SP; Polizei und Sanität, Stadtpräsident), nach Tod 1966 ersetzt durch Heinz Bratschi (SP, Polizei)
- Paul Dübi (FDP; Schule)
- Klaus Schädelin (JB)
- Hans Morgenthaler (BGB)
- Reynold Tschäppät (SP; Bau, ab 1966 Hochbau, Stadtpräsident)
- Fritz Grütter (SP; industrielle Betriebe)
- Gerhart Schürch (FDP; Finanzen)

### 1968–1971
Wahlen vom 10. Dezember 1967:
- Klaus Schädelin (JB; Fürsorge und Gesundheit)
- Hans Morgenthaler (BGB; Bau), nach Rücktritt 1971 ersetzt durch Ruth Im Obersteg Geiser (SVP; Bau; erste Frau im Gemeinderat)
- Gerhart Schürch (FDP; Finanzen)
- Reynold Tschäppät (SP; Stadtpräsident, Planung und Wirtschaft)
- Heinz Bratschi (SP; Polizei)
- Kurt Schweizer (SP; Wohnen und Verkehr)
- Hans Martin Sutermeister (LdU; Schule)

### 1972–1976
Wahlen vom 12. Dezember 1971:
- Klaus Schädelin (JB; Fürsorge und Gesundheit), nach Rücktritt 1973 ersetzt durch Fritz Augstburger (JB; Polizei)
- Gerhart Schürch (FDP; Finanzen), nach Rücktritt 1975 ersetzt durch Werner Bircher (FDP; Finanzen)
- Reynold Tschäppät (SP; Stadtpräsident)
- Heinz Bratschi (SP, Polizei, ab 1973 Fürsorge und Gesundheit)
- Ruth Geiser-Im Obersteg (SVP; Bau)
- Kurt Schweizer (SP; Wohnen und Verkehr)
- Arist Rollier (FDP)

### 1977–1980
Wahl von 5. Dezember 1976:
- Reynold Tschäppät (SP; Stadtpräsident, Planung und Wirtschaft), nach Tod 1979 ersetzt durch Kurt Kipfer (SP; Schule)
- Heinz Bratschi (SP; Fürsorge und Gesundheit)
- Ruth Geiser-Im Obersteg (parteilos; Bau)
- Kurt Schweizer (SP; Stadtbetriebe)
- Fritz Augstburger (JB; Polizei)
- Werner Bircher (FDP; Finanzen, ab 1979 Stadtpräsident)
- Hans Hubacher (SVP; Schule, ab 1979 Planung und Wirtschaft)

### 1981–1984
Wahl vom 30. November 1980:
- Heinz Bratschi (SP; Fürsorge und Gesundheit)
- Ruth Geiser-Im Obersteg (parteilos; Bau)
- Kurt Schweizer (SP; Stadtbetriebe)
- Werner Bircher (FDP; Stadtpräsident, Finanzen)
- Hans Hubacher (SVP; Planung und Wirtschaft)
- Kurt Kipfer (SP; Schule)
- Marco Albisetti (FDP; Polizei)

### 1985–1988
Wahl vom 2. Dezember 1984:
- Heinz Bratschi (SP; Fürsorge und Gesundheit)
- Werner Bircher (FDP; Stadtpräsident)
- Marco Albisetti (FDP; Polizei)
- Josef Bossart (CVP; Finanzen)
- Gret Haller (SP; Schule)
- Alfred Neukomm (SP; Stadtbetriebe)
- Marc-Roland Peter (SVP; Planung und Bau)

### 1989–1992
Wahl vom 4. Dezember 1988:
- Werner Bircher (FDP; Stadtpräsident)
- Marco Albisetti (FDP; Polizei)
- Josef Bossart (CVP; Finanzen)
- Alfred Neukomm (SP; Stadtbetriebe)
- Marc-Roland Peter (SVP; Planung und Bau)
- Klaus Baumgartner (SP; Fürsorge und Gesundheit)
- Joy Matter (JB; Schule)

### 1993–1996
Wahl vom 6. Dezember 1992:
- Josef Bossart (CVP), nach Rücktritt 1993 ersetzt durch Ursula Begert (SVP; Fürsorge und Gesundheit)
- Alfred Neukomm (SP; Stadtbetriebe)
- Klaus Baumgartner (SP; Stadtpräsident)
- Joy Matter (JB; Schule)
- Therese Frösch (GB; Finanzen)
- Theres Giger (FDP; Planung und Bau)
- Kurt Wasserfallen (FDP; Öffentliche Sicherheit)

### 1997–2000
Wahl vom 1. Dezember 1996:
- Alfred Neukomm (SP; Stadtbetriebe)
- Klaus Baumgartner (SP; Stadtpräsident)
- Therese Frösch (GB; Finanzen)
- Kurt Wasserfallen (FDP; Öffentliche Sicherheit)
- Ursula Begert (SVP; Fürsorge und Gesundheit)
- Adrian Guggisberg (CVP; Hochbau)
- Claudia Omar (LdU/GFL; Schule)

### 2001–2004
Wahl vom 26. November 2000:
- Klaus Baumgartner (SP; Stadtpräsident)
- Therese Frösch (GB; Finanzen, ab 2003 Fürsorge und Gesundheit)
- Kurt Wasserfallen (FDP; Öffentliche Sicherheit, ab 2003 Finanzen)
- Ursula Begert (SVP; Fürsorge und Gesundheit, ab 2003 Öffentliche Sicherheit)
- Adrian Guggisberg (CVP; Hochbau)
- Edith Olibet (SP; Schule)
- Alexander Tschäppät (SP; Planung, Verkehr und Tiefbau)

### 2005–2008
Nach einer Abstimmung am 8. Februar 2004 wurde der Gemeinderat auf fünf Mitglieder reduziert.
Wahl vom 28. November 2004:
- Edith Olibet (SP; Bildung, Soziales und Sport)
- Alexander Tschäppät (SP; Stadtpräsident)
- Kurt Wasserfallen (FDP; Finanzen, Personal und Informatik), nach Tod 2007 ersetzt durch Stephan Hügli (FDP)
- Barbara Hayoz (FDP; Finanzen)
- Regula Rytz (GB; Tiefbau, Verkehr und Stadtgrün)

### 2009–2012
Wahl vom 30. November 2008:
- Edith Olibet (SP; Direktorin für Bildung, Soziales und Sport)
- Alexander Tschäppät (SP; Stadtpräsident)
- Barbara Hayoz (FDP; Vizepräsidentin, Direktorin für Finanzen, Personal und Informatik).
- Regula Rytz (GB; Direktorin für Tiefbau, Verkehr und Stadtgrün)
- Reto Nause (CVP; Direktor für Sicherheit, Umwelt und Energie)

### 2013–2016
Wahl vom 25. November 2012:
- Alexander Tschäppät (SP; Stadtpräsident)
- Reto Nause (CVP; Vizepräsident, Direktor für Sicherheit, Umwelt und Energie)
- Ursula Wyss (SP; Direktorin für Tiefbau, Verkehr und Stadtgrün)
- Franziska Teuscher (GB; Direktorin für Bildung, Soziales und Sport)
- Alexandre Schmidt (FDP; Direktor für Finanzen, Personal und Informatik)

### 2017–2020
Wahl vom 30. November 2016:
- Alec von Graffenried (GFL; Stadtpräsident)
- Reto Nause (CVP; Vizepräsident, Direktor für Sicherheit, Umwelt und Energie)
- Ursula Wyss (SP; Direktorin für Tiefbau, Verkehr und Stadtgrün)
- Franziska Teuscher (GB; Direktorin für Bildung, Soziales und Sport)
- Michael Aebersold (SP; Direktor für Finanzen, Personal und Informatik)

### 2021–2024
Wahl vom 29. November 2020:
- Alec von Graffenried (GFL; Stadtpräsident)
- Reto Nause (CVP; Vizepräsident, Direktor für Sicherheit, Umwelt und Energie)
- Franziska Teuscher (GB; Direktorin für Bildung, Soziales und Sport)
- Marieke Kruit (SP; Direktorin für Tiefbau, Verkehr und Stadtgrün)
- Michael Aebersold (SP; Direktor für Finanzen, Personal und Informatik)

### 2025–2028
Wahl vom 24. November 2024:
- Marieke Kruit (SP; Stadtpräsidentin)
- Ursina Anderegg (GB; Direktorin für Bildung, Soziales und Sport)
- Matthias Aebischer (SP; Direktor für Tiefbau, Verkehr und Stadtgrün)
- Alec von Graffenried (GFL; Vizepräsident, Direktor für Sicherheit, Umwelt und Energie)
- Melanie Mettler (GLP; Direktorin für Finanzen, Personal und Informatik)